# مت کاستلو
مت کاستلو (انگلیسی: Matt Costello؛ زادهٔ ۵ اوت ۱۹۹۳) بازیکن بسکتبال اهل ایالات متحده آمریکا است.
از باشگاه‌هایی که در آن بازی کرده‌است می‌توان به آستین توروس، باشگاه بسکتبال گرن کاناریا، و سن آنتونیو اسپرز اشاره کرد.
وی در مسابقات کشوری و بین‌المللی در مجموع برندهٔ ۱ مدال نقره شده‌است.